# Erquennes
Erquennes est une section de la commune belge de Honnelles, située en Région wallonne dans la province du Hainaut. C'était une commune à part entière avant la fusion des communes de 1977.

## Évolution démographique
- Sources : INS, Rem. : 1831 jusqu'en 1970 = recensements, 1976 = nombre d'habitants au 31 décembre.

## Histoire
Erquennes est un petit village agricole de 396 ha qui comptaient deux seigneuries dont l'une appartenait à l'abbaye de Saint-Ghislain et l'autre au comte de Hainaut.

## Galerie

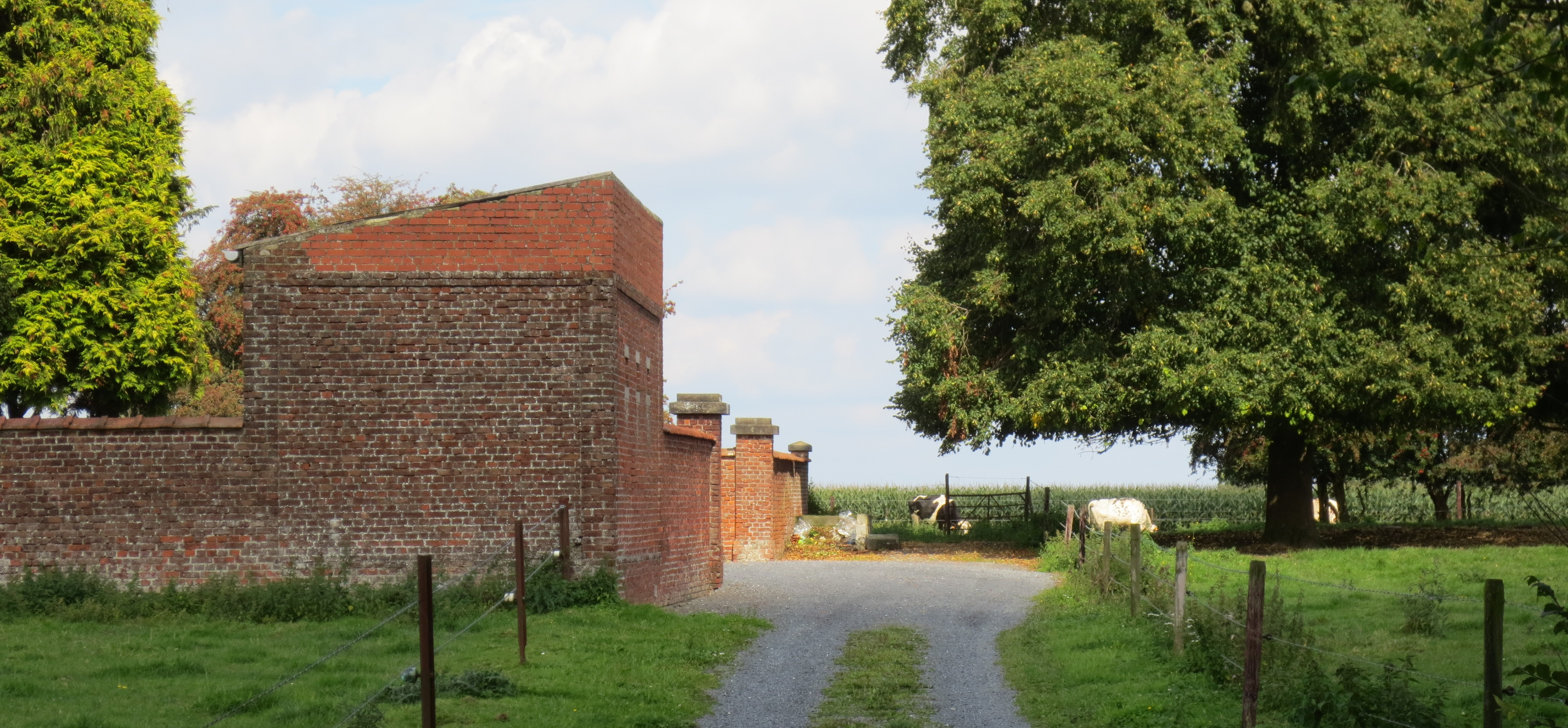
Le chemin.
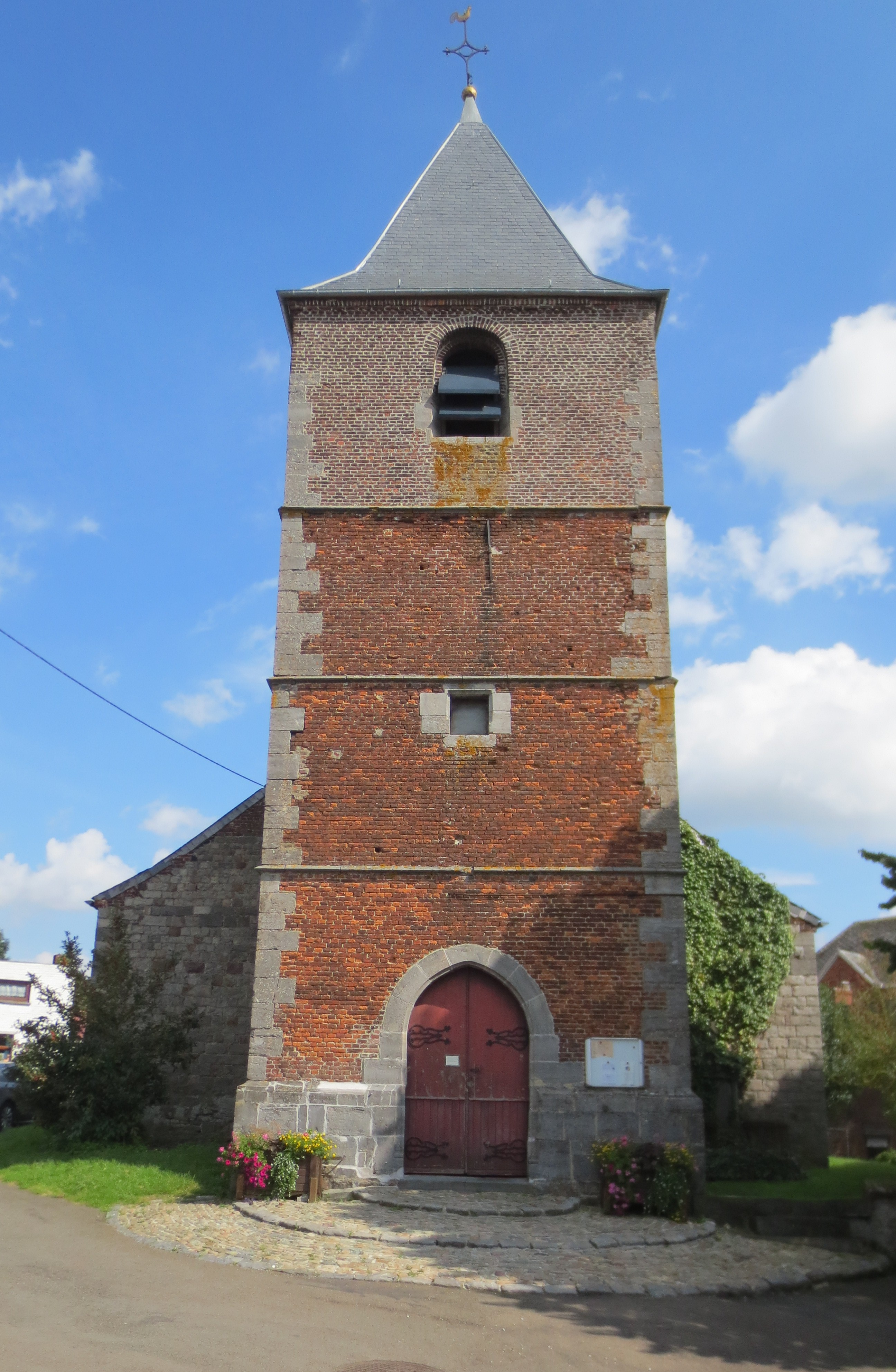
L'église paroisse de St-Ghislain.
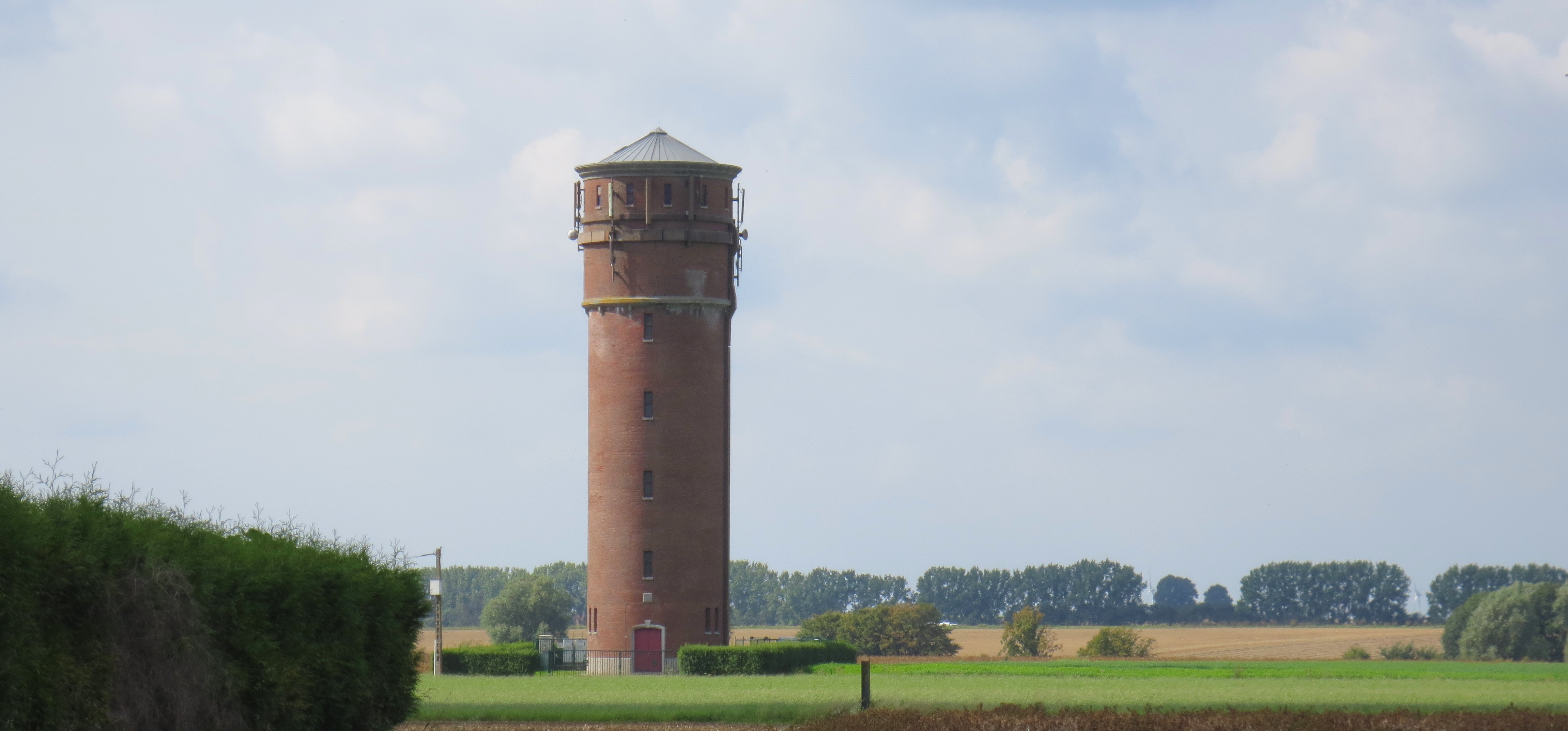
Le château d'eau.